# Turma-Vengeance

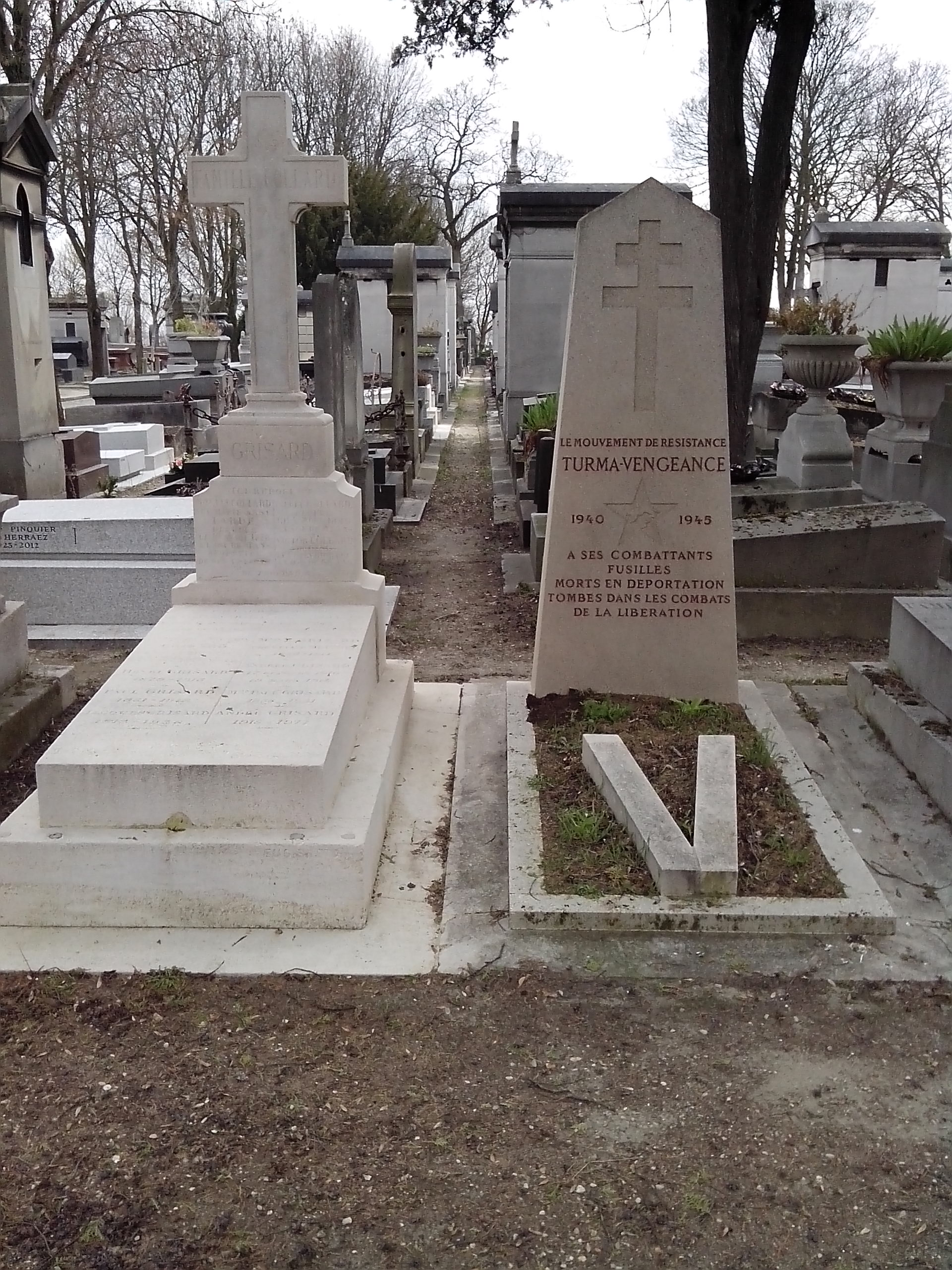
Monument au cimetière du Père-Lachaise.

Turma ou Turma-Vengeance est le nom qui désigne, au sein de la Résistance intérieure française, pendant la Seconde Guerre mondiale, soit le réseau de renseignement qui était adossé au mouvement de Résistance Vengeance, soit l'ensemble de ces deux structures pour ce qui est de la seconde appellation. 
Turma vient du latin turma (pluriel turmae) qui désigne les groupes de cavalerie légionnaire de l'armée romaine.
Avec plus de 30 000 membres répertoriés, le réseau Turma-Vengeance est l'un des plus vastes mouvements de résistance intérieure française. Fondé en janvier 1941 en zone occupée par trois amis médecins (tous trois arrêtés et déportés), le réseau se fixe une triple mission pour bouter l'occupant d'alors hors de France : Victor Dupont prend la tête du service de Renseignement, Raymond Chanel, se spécialise dans l'évasion et François Wetterwald devient le chef des Corps francs Vengeance, chargés des missions de sabotage.
Malgré les vicissitudes de la guerre, ce réseau apolitique garda fidèlement ses trois missions initiales (Renseignement, Évasion, Action), se structura avec beaucoup de rigueur, mit sur pied des unités de combat, allant même jusqu'à créer une école de formation des cadres à Cerisy-Belle-Étoile (Orne). 
Ce réseau a pris une part capitale dans la préparation (renseignement, sabotage,…), la conduite (poursuite du renseignement, renforcement des unités débarquées,…) et l'exploitation (mise à disposition d'unités en armes, appui direct,…) du débarquement allié en Normandie. 
Le réseau Vengeance paiera un lourd tribut à la libération du pays avec 78 tués au combat et 979 membres arrêtés : 8 échappés, 21 abattus à l'arrestation ou tués sous la torture, 96 fusillés, 16 disparus, 45 internés jusqu'à la Libération, 793 déportés dont 389 sont morts en déportation, pour un total de 584 morts connus. 
Avec tous ses chefs déportés ou tués, le réseau Turma-Vengeance n'a pas pu faire entendre sa voix à la Libération quand d'autres mouvements, pourtant plus récents et parfois beaucoup moins nombreux, captèrent à leur profit exclusif la gloire et une certaine reconnaissance officielle de la Patrie. 
Il faudra attendre 1946 pour que le réseau Vengeance soit un peu mieux connu du grand public grâce au livre du docteur Wetterwald : Vengeance, histoire d'un Corps Franc.

## Archives
- Inventaire du fonds d'archives du Réseau Turma-vengeance conservé à La contemporaine.